# Die Zeitlose
Die Zeitlose ist eine Polka française Johann Strauss Sohn (op. 302). Das Werk wurde am 1. Oktober 1865 in Pawlowsk in Russland erstmals aufgeführt.